# Bowdle
Bowdle is een plaats (city) in de Amerikaanse staat South Dakota, en valt bestuurlijk gezien onder Edmunds County.
In 2010 werd Bowdle getroffen door een van de grootste Tornado's van dat jaar, de Bowdle Tornado.

## Demografie
Bij de volkstelling in 2000 werd het aantal inwoners vastgesteld op 571.
In 2006 is het aantal inwoners door het United States Census Bureau geschat op 512, een daling van 59 (-10,3%).

## Geografie
Volgens het United States Census Bureau beslaat de plaats een oppervlakte van
1,6 km², geheel bestaande uit land.

## Plaatsen in de nabije omgeving
De onderstaande figuur toont nabijgelegen plaatsen in een straal van 28 km rond Bowdle.